# Буан (Саона и Лоара)
Буан (фр. Bouhans) насеље је и општина у источном делу централне Француске у региону Бургоња, у департману Саона и Лоара која припада префектури Луан.
По подацима из 2011. године у општини је живело 150 становника, а густина насељености је износила 14,69 становника/km². Општина се простире на површини од 10,21 km². Налази се на средњој надморској висини од 200 метара (максималној 207 m, а минималној 181 m).

## Демографија
| 1962. | 1968. | 1975. | 1982. | 1990. | 1999. | 2011. |
| ----- | ----- | ----- | ----- | ----- | ----- | ----- |
| 177   | 241   | 185   | 174   | 168   | 154   | 150   |

График промене броја становника у току последњих година